# مايلز ريتشاردسون
مايلز ريتشاردسون (26 أغسطس 1991 في المملكة المتحدة - ) (بالإنجليزية: Miles Richardson)‏ هو لاعب كريكت بريطاني. لعب مع نادي مقاطعة نورثامبتونشير للكريكت ‏.

## وصلات خارجية
- مايلز ريتشاردسون على موقع إي آس بي آن كريك إنفو (الإنجليزية)